# Pískovka
Pískovka (294 m n. m.) je vrch na pomezí okresů Hradec Králové a Jičín v Královéhradeckém kraji. Leží asi 2 km jihozápadně od obce Bříšťany, na pomezí katastrálních území vsi Kanice a obce Sukorady.

## Popis
Je to výrazný vrch krytý štěrky a písky, spočívajícími na svrchnokřídových (coniak) zpevněných sedimentech (vápnité jílovce či slínovce). Vrch pokrývá převážně listnatý les (Bříšťanský les). Na západním úbočí pramení potok Kanice a jeho přítok s kaskádou rybníčků, jižněji leží přírodní památka Kanice - lesní rybník. Na východě protéká Bašnický potok.

## Geomorfologické zařazení
Geomorfologicky vrch náleží do celku Východolabská tabule, podcelku Cidlinská tabule, okrsku Ostroměřská tabule a podokrsku Ohnišťanská tabule.